# Hornberg
Hornberg – miasto w Niemczech, w kraju związkowym Badenia-Wirtembergia, w rejencji Fryburg, w regionie Südlicher Oberrhein, w powiecie Ortenau. Leży w Schwarzwaldzie, nad rzeką Gutach, ok. 36 km na południowy wschód od Offenburga, przy drodze krajowej B33.